# Vincenzhaus Hofheim

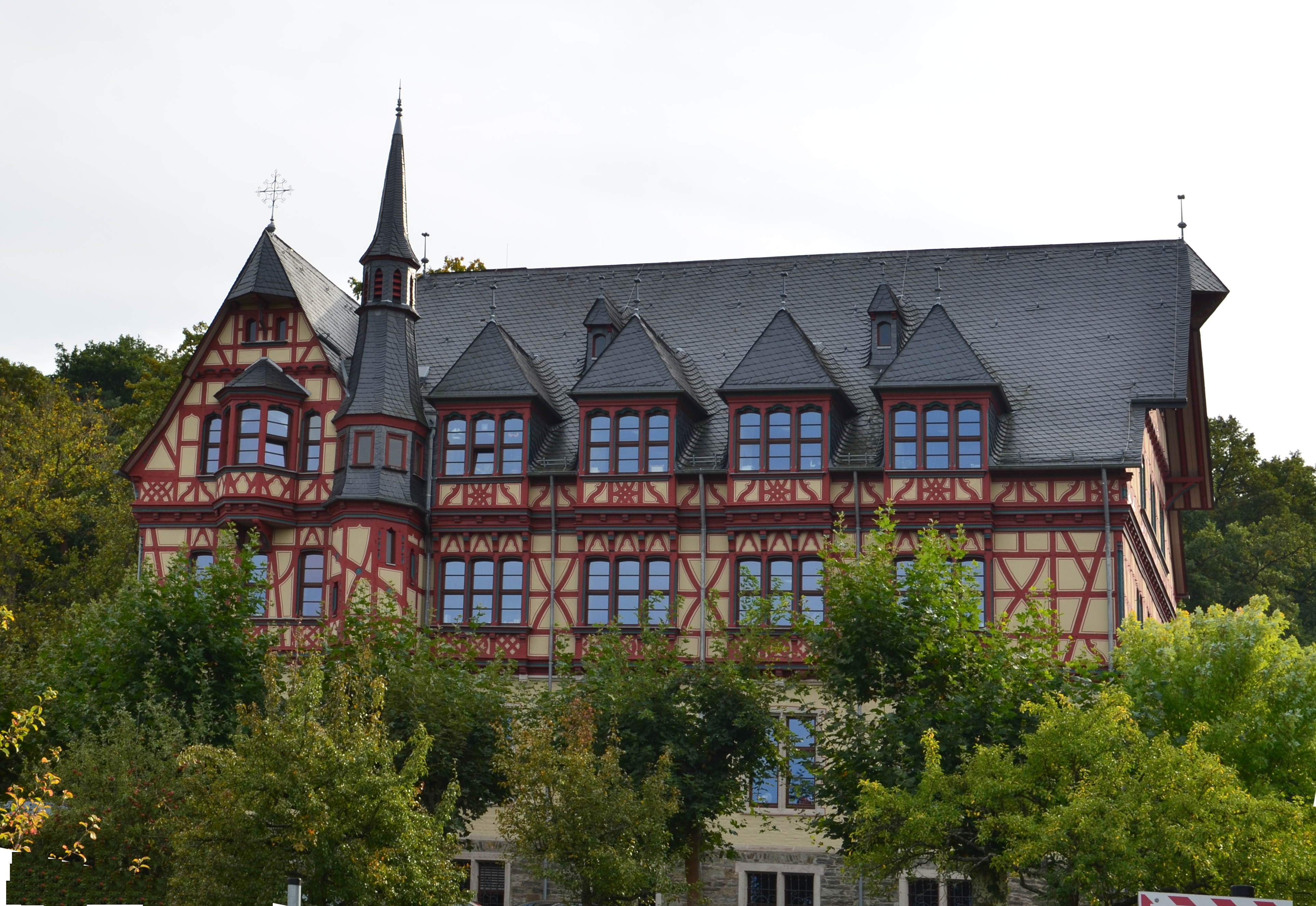
Vincenzhaus Hofheim am Taunus von Max Meckel (1880–1888), gestiftet von Johann Vinzenz Buzzi (1808–1876), Kaufmann

Das Vincenzhaus Hofheim ist eine heilpädagogische Einrichtung der Kinder- und Jugendhilfe in Hofheim am Taunus. Träger ist der Caritasverband Frankfurt. Zuständiges Bistum ist das Bistum Limburg.

## Geschichte
Das zentrale Gebäude wurde in den Jahren 1880 bis 1888 errichtet. Es handelt sich um einen von Max Meckel entworfenen historistischen Fachwerkbau. Das Erholungsheim für Kinder wurde 1888 eröffnet. 1892 übernahmen die Dernbacher Schwestern das Haus. Auch Waisenkinder wurden aufgenommen. Ab 1924 diente das Haus als Erholungsheim für erkrankte Mütter und Kinder. Ab 1947 war das Haus ein Säuglingsheim.
Mit seinen Vorläufern zählt das Vincenzhaus zu den ältesten Kinder- und Jugendheimen in Hessen. Seit dem Jahr 1955 ist das Haus eine heilpädagogische Einrichtung der Kinder- und Jugendhilfe. Zu den Angeboten zählt seit 1999 eine Therapeutische Wohngruppe für Kinder mit familiären Missbrauchserfahrungen und eine eigene Heimschule für die Klassen 1 bis 10. Ein Erweiterungsbau für die Wohngruppe wurde im März 2011 eröffnet. Leiterin war bis 2011 Christine Leonhard-Içten, die kommissarische Leitung übernahm kurzzeitig Eckhard Döppeler. Seit November 2011 wurde die Einrichtung vom Diplompädagogen Thomas Lange geleitet, seit 2021 vom Diplom-Sozialpädagogen Sebastian Hofmann.

## Gegenwart
Das Vincenzhaus verfügt die Einrichtung über etwa 125 stationäre, teilstationäre und ambulante Betreuungsplätze für junge Menschen von sechs bis 21 Jahren (Stand 2025). Die angeschlossene Förderschule mit dem Förderschwerpunkt sozial-emotionale Entwicklung unterrichtet und begleitet etwa 70 Schülerinnen und Schüler von der 1. bis zur 10. Jahrgangsstufe. Die Schule am Vincenzhaus steht unter der Leitung von Schulleiterin Bettina Kahle.
Im März 2010 veröffentlichte die Frankfurter Rundschau aufgrund des Hinweises eines Ehemaligen Berichte über Misshandlungen und sexuellen Missbrauch. Im Rahmen einer Skandalwelle im Jahre 2010 waren auch verschiedene Missbrauchsfälle der römisch-katholischen Kirche bekannt geworden. Eine strafrechtliche Verfolgung wurde nicht eingeleitet, da die Fälle bei Bekanntwerden bereits juristisch verjährt waren. Insbesondere wurden viele Akten aus der Zeit vor Mitte der 1970er Jahre vernichtet.